# Kanuslalom-Europameisterschaften 1996
Die Kanuslalom-Europameisterschaften 1996 fanden in Augsburg, Deutschland, unter der Leitung des Europäischen Kanuverbandes (ECA) statt. Es war die 1. Ausgabe der Wettbewerbe und sie fanden vom 29. August bis zum 1. September 1996 statt. Die Wettbewerbe wurden im Augsburger Eiskanal ausgetragen.

## Ergebnisse
Insgesamt wurden acht Wettbewerbe austragen.

### Männer

#### Canadier
| Wettbewerb | Gold | Gold   | Silber | Silber | Bronze                                                                                  | Bronze |
| ---------- | --- | ------ | --- | ------ | --------------------------------------------------------------------------------------- | ------ |
| C1         | Simon Hočevar                                                                                            | 119,40 | Sören Kaufmann | 122,06 | Martin Lang                                                                             | 122,36 |
| C1 Team    | DeutschlandSören Kaufmann Martin Lang Vitus Husek                                                        | 143,44 | TschechienPavel Janda David Jančar Lukáš Pollert                                                                          | 162,18 | SlowenienDejan Stevanovič Simon Hočevar Sebastjan Linke                                 | 165,00 |
| C2         | SchweizPeter Matti/Ueli Matti                                                                            | 129,85 | TschechienMiroslav Šimek/Jiří Rohan                                                                                       | 133,42 | PolenKrzysztof Kołomański/Michał Staniszewski                                           | 135,55 |
| C2 Team    | DeutschlandAndré Ehrenberg & Michael Senft Rüdiger Hübbers & Udo Raumann Manfred Berro & Michael Trummer | 168,27 | PolenJarosław Nawrocki & Konrad Korzeniewski Andrzej Wójs & Sławomir Mordarski Krzysztof Kołomański & Michał Staniszewski | 177,02 | SlowakeiĽuboš Šoška & Peter Šoška Milan Kubáň & Marián Olejník Roman Štrba & Roman Vajs | 177,96 |

#### Kajak
| Wettbewerb | Gold                                                    | Gold   | Silber                                               | Silber | Bronze                                                    | Bronze |
| ---------- | ------------------------------------------------------- | ------ | ---------------------------------------------------- | ------ | --------------------------------------------------------- | ------ |
| K1         | Ian Wiley                                               | 111,46 | Miroslav Stanovský                                   | 116,45 | Jochen Lettmann                                           | 117,56 |
| K1 Team    | DeutschlandJochen Lettmann Thomas Becker Thomas Schmidt | 131,51 | SlowenienMiha Štricelj Andraž Vehovar Jure Pelegrini | 134,84 | ÖsterreichGünter Martinsich Manuel Köhler Helmut Oblinger | 136,29 |

### Frauen

#### Kajak
| Wettbewerb | Gold                                                           | Gold   | Silber                                                    | Silber | Bronze                                                             | Bronze |
| ---------- | -------------------------------------------------------------- | ------ | --------------------------------------------------------- | ------ | ------------------------------------------------------------------ | ------ |
| K1         | Marcela Sadilová                                               | 131,22 | Štěpánka Hilgertová                                       | 133,81 | Elena Kaliská                                                      | 135,89 |
| K1 Team    | TschechienMarcela Sadilová Štěpánka Hilgertová Irena Pavelková | 156,19 | DeutschlandKordula Striepecke Evi Huss Elisabeth Micheler | 174,09 | ItalienMaria Cristina Giai Pron Barbara Nadalin Lorenza Lazzarotto | 178,26 |

## Medaillenspiegel
| Platz  | Land        | Gold | Silber | Bronze | Gesamt |
| ------ | ----------- | ---- | ------ | ------ | ------ |
| 1      | Deutschland | 3    | 2      | 2      | 7      |
| 2      | Tschechien  | 2    | 3      | 0      | 5      |
| 3      | Slowenien   | 1    | 1      | 1      | 3      |
| 4      | Irland      | 1    | 0      | 0      | 1      |
| 4      | Schweiz     | 1    | 0      | 0      | 1      |
| 6      | Slowakei    | 0    | 1      | 2      | 3      |
| 7      | Polen       | 0    | 1      | 1      | 2      |
| 8      | Österreich  | 0    | 0      | 1      | 1      |
| 8      | Italien     | 0    | 0      | 1      | 1      |
| Gesamt |             | 8    | 8      | 8      | 24     |